# Músculo salpingofaríngeo
O músculo salpingofaríngeo é um músculo da faringe, um dos responsáveis pela deglutição. Outrossim, faz parte do conjunto dos músculos responsáveis pela abertura da tuba auditiva.
- Origem: parte inferior da cartilagem tubária;
- Inserção: fascículo (pequena porção) posterior do músculo palatofaríngeo.

## Funções
- Eleva a faringe e a laringe durante a deglutição;
- Abre o orifício faríngeo da tuba Auditiva (Trompa de Eustáquio). A abertura se faz necessária para que a pressão do ouvido médio seja equalizada.